# Клаино кон Остено
Клаѝно кон Остѐно (на италиански: Claino con Osteno; на ломбардски: Scin e Usten, Шин е Устен) е община в Северна Италия, провинция Комо, регион Ломбардия. Административен център на общината е село Клаино (Claino), което е разположено на 280 m надморска височина. Населението на общината е 555 души (към 2017 г.).